# 造花

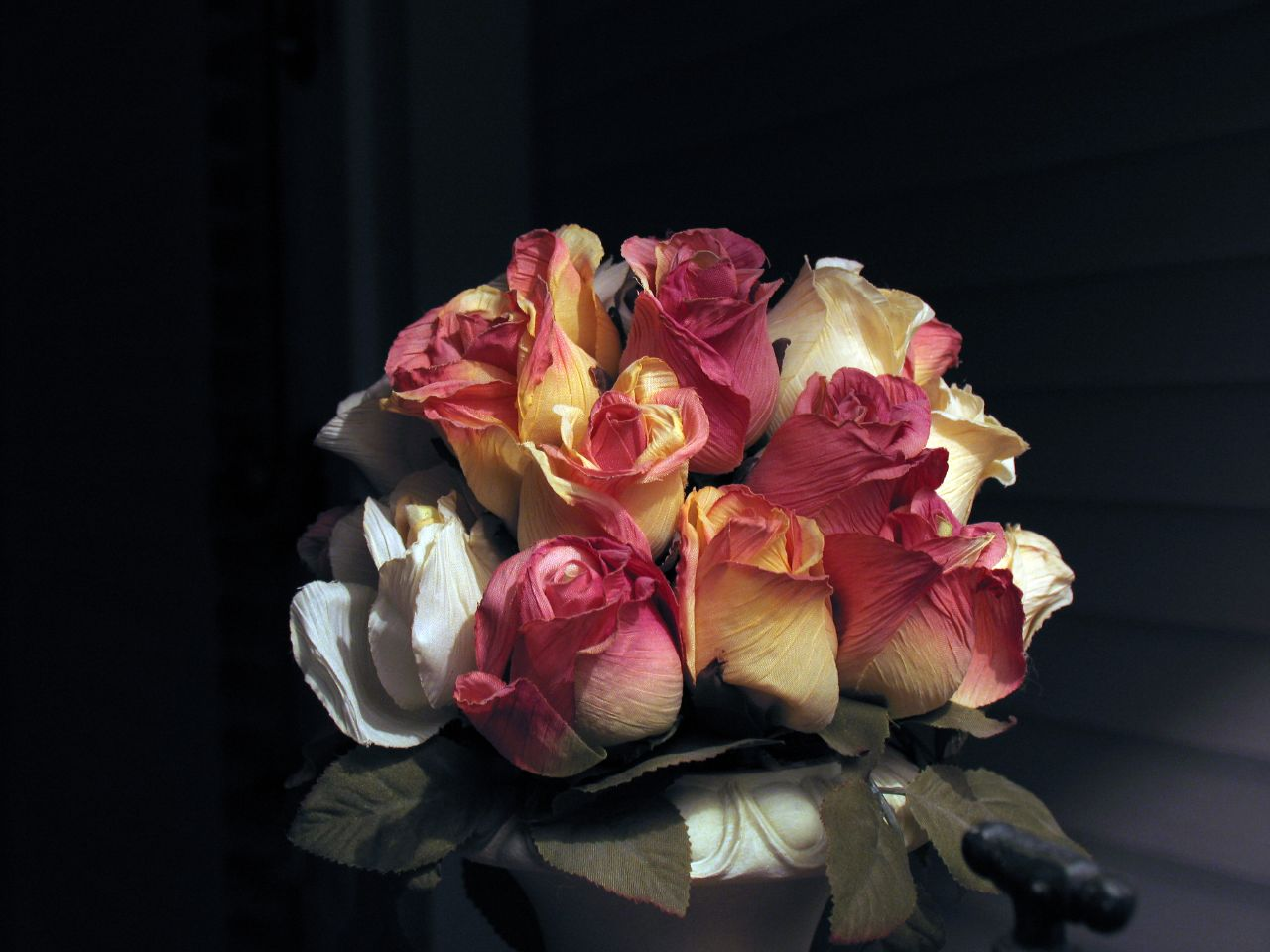
プラスチックで作られた造花

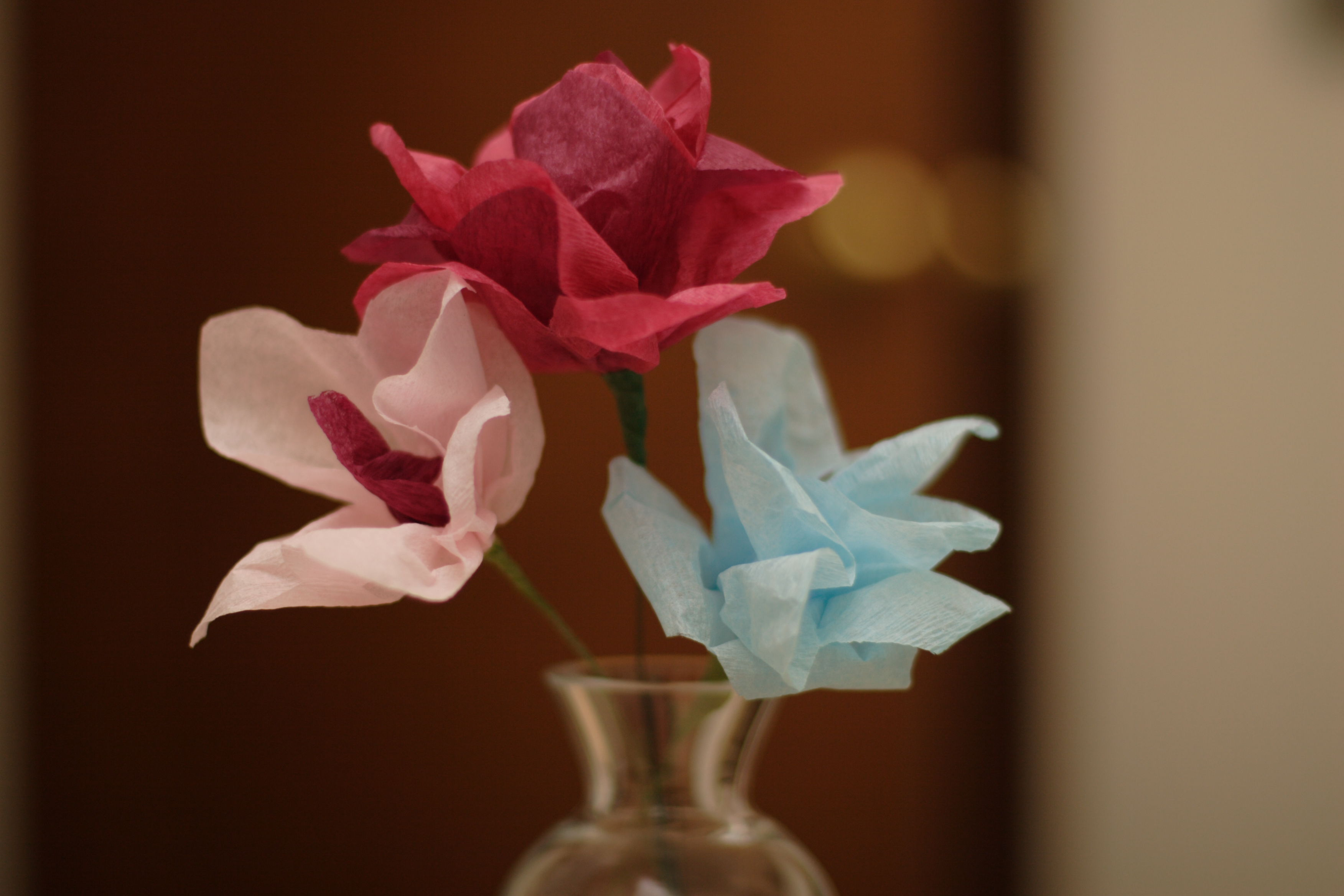
ペーパーフラワー

造花（ぞうか）は、本物の花に似せて作られた花のことである。室内の装飾のほか、装身用造花、食品装飾用造花、葬祭用供花などの用途がある。
枯れてしまう本物の花と違い、造花はいつまでもその状態を保つことができる。花だけの場合もあるが、茎や葉をつけたもの、中には植木鉢に植わった姿そのままを再現したものもある。方向性としては、花に見えればなんでも良い、時には明らかに空想的な花というのもあり、逆に特定の植物の種を模したもの、できるだけ本物に近づけようとする方向もある。
また、造花は観賞する楽しみだけではなく、新しく作る楽しみも味わうことができる。

## 歴史
もっとも古い造花の例として、中国の三星堆遺跡から出土した紀元前2100年 - 紀元前9世紀ごろの「神樹」の名で呼ばれる青銅製の扶桑の木がある。日本での最古の記録は、天平勝宝4年（752年）の東大寺大仏開眼供養会に供えられた「蓮池（蓮花残欠）」（正倉院宝物）という金属と木で作られた蓮の花がある。造花は宮廷の飾り物や、寺社の供え物として作られた仏具を起源として、さまざまな形に変化していった。

## 形態
造花には手芸で作られる精巧なものや花紙を折って作る簡単なものなど様々なものがある。商品として市販されているものは、使用する素材やその用途により以下のように呼びわける。
香港フラワー
植物体の全てをビニールで模造した造花で、一見して安っぽいのが特徴。かつては造花の代名詞であったが、シルクフラワーにその地位を譲り、製品自体も廃れてしまい目にすることも無くなった。
シルクフラワー
名前にシルクとあるが絹ではなくポリエステルを主な素材としている。当然絹の高級感とは無縁でこれもかなり安っぽいが、香港フラワーよりは幾らか見栄えはする。現在はプリント技術の向上により植物と遜色ない品質となっている。
なお、シルク(絹)を素材とした造花は歴史上存在しており、シルクフラワーという言葉自体が世界各国で造花を意味する普通名詞として通用する。
水中花
水中に投じると花や葉が開く造花で、夏場に涼を得たいときに金魚の入った水槽や金魚鉢、透明なガラスのコップなどに投じて観賞する。季節商品であり、それなりに見えればいいという考えから他の造花に比較してつくりは稚拙だが、沈んだときの演出効果を考えて色使いは原色を多用したかなり派手なものになっている。また水を入れた器のサイズに制約されるので全体的に小さく、水中に沈んだときに重石となる鉢に相当する部分がかならず付いている。素材は古くは和紙製だったが、現代のものはこれもまたポリエステル製である。
夏の季語。
パンフラワー
粘土やテープ、ワイヤーなどで花弁や茎などのパーツを作る、クラフト系の手芸、またはその作品。クレイフラワー(Clay Flowers)、パンの花、パンアートなど国内外で別名や流派が多く、使われる粘土や用具にも差異がある。プロによって作られた完成品が売買されている一方、近年はカルチャーセンターの科目として定着しつつある。パンフラワーは、メキシコでの余ったパンを材料にした民芸品が起源と言われている。